# 49500 Ishitoshi
49500 Ishitoshi este un asteroid din centura principală de asteroizi.

## Descriere
49500 Ishitoshi este un asteroid din centura principală de asteroizi. A fost descoperit pe 14 februarie 1999 la Ōizumi de Takao Kobayashi. Asteroidul prezintă o orbită caracterizată de o semiaxă mare de 3,12 ua, o excentricitate de 0,30 și o înclinație de 14,2° în raport cu ecliptica.